# Индиана Василев
Индиана Василев (на английски: Indiana Vassilev) е американски футболист от български произход, който играе за отбора на Филаделфия Юниън.

## Биография
Роден на 16 февруари 2001 г. в град Савана, щата Джорджия, САЩ. Негов баща е футболистът на ФК Сливен – Денчо Василев. Тренира във футболната академия ИМГ. През 2018 г. е привлечен в юношите на Астън Вила и през 2020 г. изиграва два мача за първия отбор.